# Claudio Agnisetta
Claudio Agnisetta (Roma, 29 dicembre 1943) è un ex canoista italiano.

## Biografia
Nato nel 1943 a Roma, ma originario di Castel Gandolfo, era membro del Centro Remiero Forze Armate di Sabaudia.
A 20 anni ha partecipato ai Giochi olimpici di Tokyo 1964, nel K1 1000 m, insieme a Cesare Beltrami, Angelo Pedroni e Cesare Zilioli, arrivando quinto in batteria con il tempo di 3'25"32, dietro a Germania (poi argento), Svezia, Jugoslavia e Australia, con le prime tre qualificate direttamente alla semifinale. La qualificazione alla semifinale è arrivata grazie al ripescaggio, chiuso al secondo posto in 3'21"36 dietro ai Paesi Bassi (accedevano al turno successivo i primi tre equipaggi). In semifinale ha ottenuto la qualificazione all'ultimo atto, con l'ultimo posto disponibile, il terzo, con il tempo di 3'24"84, dietro a Germania di nuovo e Ungheria. In finale gli italiani hanno terminato sesti, in 3'19"32, chiudendo dopo le medagliate Unione Sovietica, Germania e Romania e anche a Ungheria e Svezia.
Nel 1996 è stato insignito del titolo di Cavaliere Ordine al merito della Repubblica italiana su proposta della Presidenza del Consiglio dei ministri, allora guidata da Romano Prodi.